# Сен Лорен (залив)
Залив Сен Лоренс је највећи естуар на свету. Воде из Великих језера и реке Сен Лоренс се ту уливају у Атлантски океан. Река Сен Лорен улази у залив преко два мореуза са северне и јужне стране острва Антикости, мореуз Жак Картје на северу и мореуз Хонгуедо на југу. На северу је ограничен полуострвом Лабрадор, на истоку острвом Њуфаундленд, на југу Нова Шкотска (пре свега острво Кејп Бретон), и на западу полуострво Гаспе и Њу Брансвик. У њему се налазе острва Антикости, Принц Едвард и Магдален.
Залив Сен Лоренс комуницира са Атлантским океаном преко два мореуза, Бел Ил пролаз између Њуфаундленда и Лабрадора и Каботов пролаз између Њуфаундленда и Кејп Бретона. Постојао је још један мореуз, Кансов пролаз између острва Кејп Бретон и Нове Шкотске, али је затворен изградњом пута 1955. 
Осим реке Сен Лорен, друге реке које се уливају у залив су Мирамичи, Натаскуа, Матапедиа, Маргаре и Хумбер. Залив има више сужења, а то су залив Шалер, естуер реке Мирамичи, залив Сен Џорџ и пролаз Нортумберланд. 
Острво Свети Павле, у близини острва Кејп Бретон, се назива заливско гробље, због бројних бродолома који су се ту догодили. Острво Бонавентур близу полуострва Гаспе, острво Брион “птичје стене” цевероисточно од острва Магдален су значајна уточишта за птице селице и о њима брине канадска служба за животињски свет. Национални паркови Форлион на источном делу полуострва Гаспе, на северној обали острва Принц Едвард, Кучибугуак на североисточној обали Њу Брунзвика, побрђе острва Кејп Бретон на његовом северном делу, Грос Морн на западној обали Њуфаундленда, и национални парк у архипелагу Минган. 

## Географија
Залив Светог Лоренса је на северу омеђен полуострвом Лабрадор и Квебеком, на истоку Сен-Пјером и Њуфаундлендом, на југу полуострвом Нова Шкотска и острвом Кејп Бретон, а на западу полуострвом Гаспе, Њу Брансвиком и Квебеком. Што се тиче значајних острва, залив Светог Лоренса садржи острво Антикости, острво Принца Едварда, Ил-де-ла-Маделен, острво Кејп Бретон, острво Сент Пјер и Микелон-Ланглад.
Половина од десет провинција Канаде граничи са овим заливом: Њу Бранзвик, Нова Шкотска, Острво Принца Едварда, Њуфаундленд и Лабрадор и Квебек.
Поред саме реке Светог Лоренса, значајни токови који се уливају у залив Светог Лоренса укључују реку Мирамичи, реку Наташкуан, реку Ромен, реку Рестигуш, реку Маргари и реку Хамбер.

### Опсег
Границе залива Светог Лоренса варирају између извора.
Међународна хидрографска организација дефинише границе залива Светог Лоренса на следећи начин:
На североистоку.

Линија која иде од Кејп Болда (северна тачка острва Кирпон, 51° 40′ N 55° 25′ W / 51.667° С; 55.417° З) до источног екстремног дела острва Бел и даље до североисточне платформе (52° 02′ N 55° 15′ W / 52.033° С; 55.250° З). Одатле линија која спаја ову избочину са источним крајем рта Сент Чарлс (52°13'N) у Лабрадору.

На југоистоку.

Линија од Кејп Кансо (45° 20′ N 61° 0′ W / 45.333° С; 61.000° З) до Ред Појнта (45° 35′ N 60° 45′ W / 45.583° С; 60.750° З) на острву Кејп Бретон, преко овог острва до Кејп Бретона [45° 57′ N 59° 47′ W / 45.950° С; 59.783° З] и даље до Појнт Бланча (46° 45′ N 56° 11′ W / 46.750° С; 56.183° З) на острву Ст. Пјер, а одатле до југозападне тачке острва Морган (46° 51′ N 55° 49′ W / 46.850° С; 55.817° З).

На Западу.

Меридијан од 64°30'W од Појнте-Жон (49° 04′ С; 64° 30′ З / 49.06° С; 64.5° З) до Магпаја (50° 19′ С; 64° 30′ З / 50.31° С; 64.5° З), али је цело острво Антикости укључено у залив.
Рибарство и океани Канада поставља западну границу у Појнт-дес-Монц, отприлике 138 km  (85,8 миља) западно од 64°30'В меридијана.

### Заштићена подручја и национални паркови
Острво Сент Пол у Новој Шкотској код североисточног врха острва Кејп Бретон, познато је као „Гробљански залив“ због многих бродолома. Приступ овом острву контролише Канадска обалска стража.
Године 1919, прва уточишта миграторних птица (MBS) у Канади основана су у складу са Законом конвенце о птицама селицама на острву Бонавентура, на Стенама птица Магдаленских острва и на стени Персе. Овим уточиштима за птице селице управља Канадска служба за дивље животиње.

### Подморске карактеристике
Лаурентијански канал је обележје дна Залива који је настало током претходних ледених доба, када је епиконтинентални појас еродирала река Сент Лоренс током периода када је ниво мора пао. Лаурентијански канал је дубок око 290 m (950 ft) и дуг око 1.250 km (780 mi) од епиконтиненталног прага до ушћа реке Сент Лоренса. Дубоке воде са температурама између 2 and 65 °C (36 and 149 °F) улазе у Залив на континенталној падини и полако се увлаче у канал уз циркулацију ушћа. Током 20. века, доње воде на крају канала (тј. у ушћу Сент Лоренса) су постале хипоксичне.

## Историја
Залив је обезбедио историјски важан морски риболов за различите прве нације које су живеле на његовим обалама миленијумима и користиле његове воде за транспорт.
Прво документовано путовање Европљанина у њеним водама било је француског истраживача Жака Картијеа 1534. године. Картије је обалу реке Светог Лоренса назвао „Земља Канаде“, по староседеочкој речи која значи „село“ или „насеље“, чиме је именована друга по величини земља на свету.
Баскијски китоловци из Сен-Жан-де-Лузa упловили су у залив Светог Лоренса 1530. године и почели да лове китове у Црвеном заливу. Они су основали своју базу на мореузу Бел Ајл и блиско сарађивали са Ирокезима у заливу Светог Лоренса. Енглеска влада је 1579. затворила све енглеске луке за увоз шпанског уља. Као резултат тога, трећина баскијског китовог уља није могла да се прода. Баскијски китолов је пропао у заливу Светог Лоренса и никада се није опоравио.